# Heinrich Kandl
Heinrich Kandl (* 15. Juli 1875 in Riegerschlag, Bezirk Neuhaus, Böhmen; † 30. Dezember 1968 in Linz) war ein  österreichischer Baugewerkschafter. 

## Leben
Heinrich Kandl war Mitglied des Linzer Gemeinderats (1923–1924 und 1931–1934) und 1946 bis 1959 als Präsident der Arbeiterkammer Oberösterreich tätig. Er trat während der Oktoberstreiks 1950 unter der Bedrohung eines Fenstersturzes kurzfristig zurück, erfüllte jedoch letztlich seine Funktion bis zum Alter von 84 Jahren. Nach Kandl ist in Linz die Verkehrsfläche Heinrich Kandl-Weg benannt.